# Franz Borgias Maerz

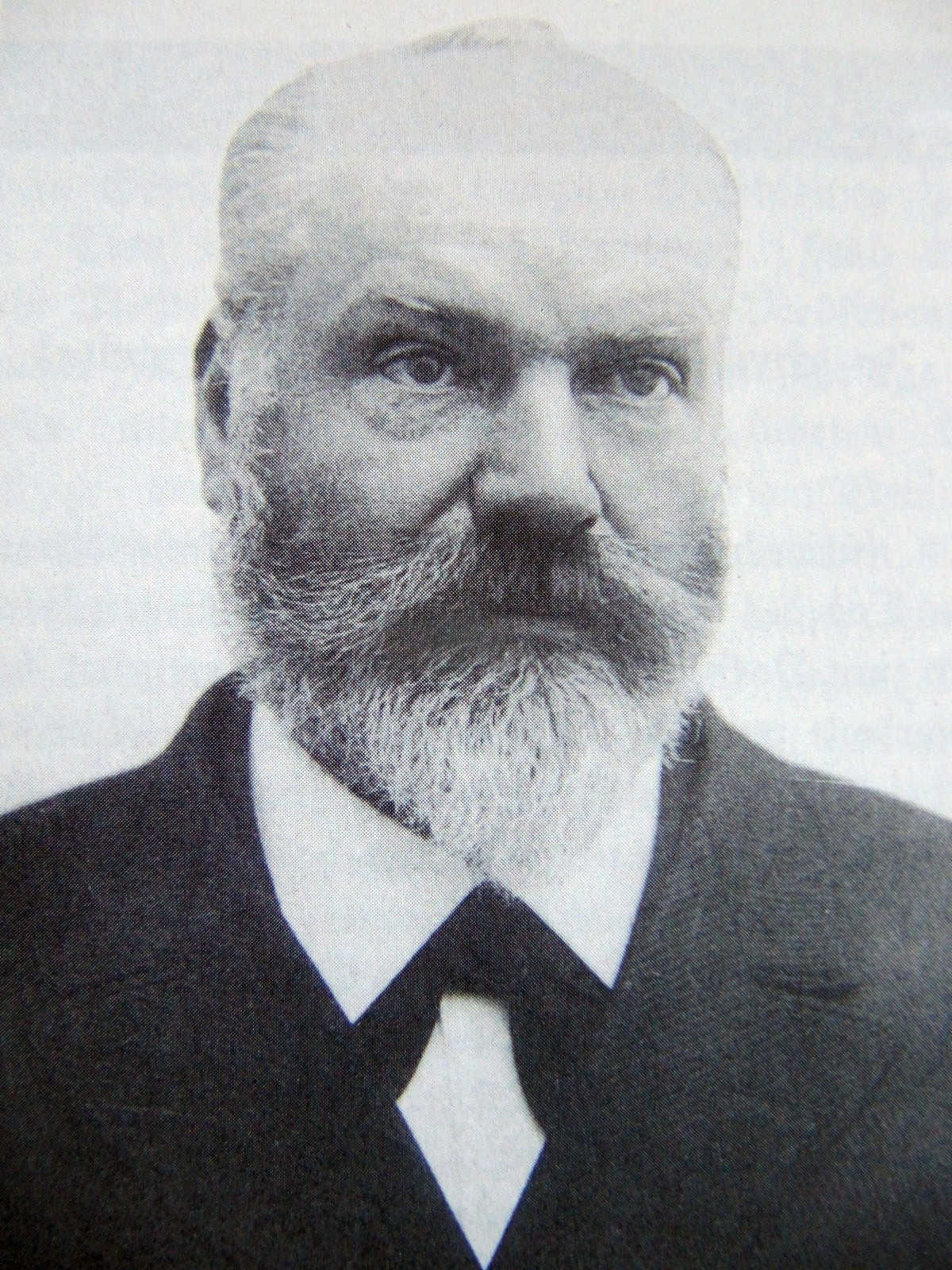
Franz Borgias Maerz

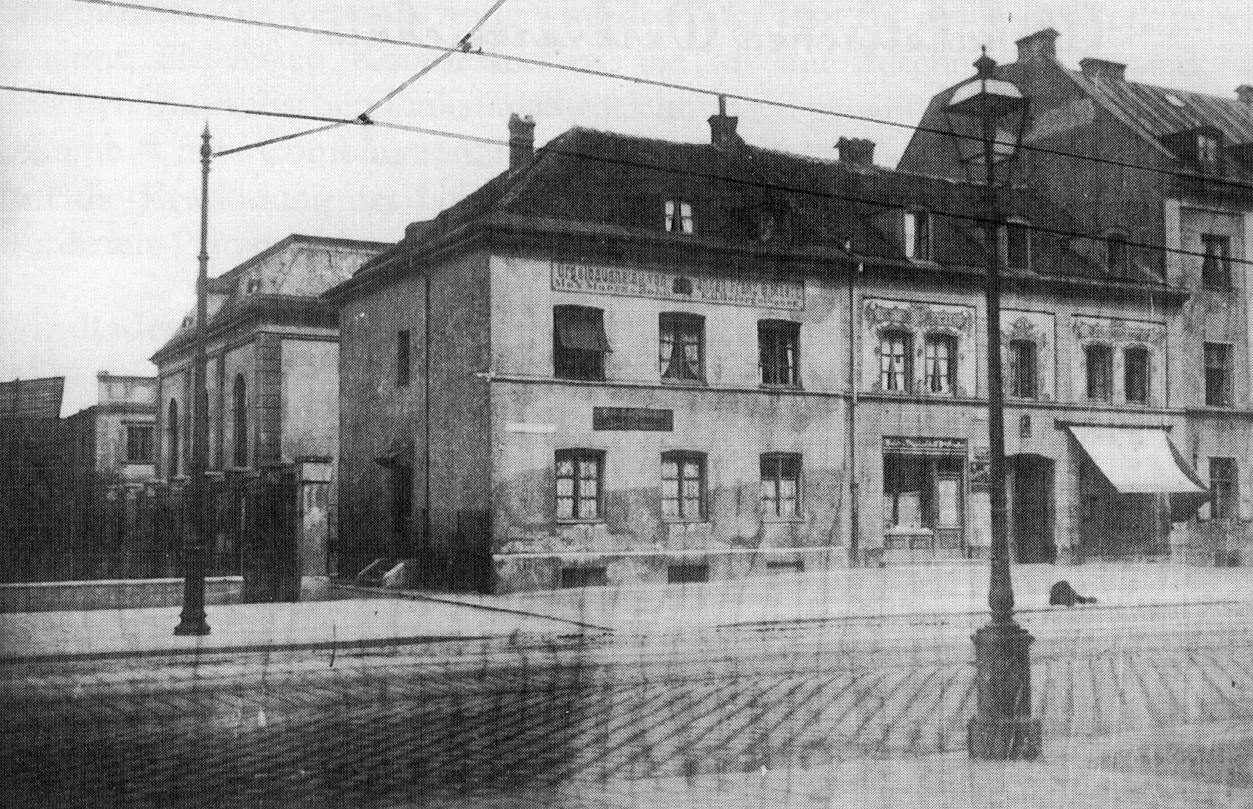
Landsberger Straße 80 um 1904. Im linken Gebäude befand sich die Orgelbaufirma Maerz. Zur Straßenseite hin lag das Wohnhaus, dahinter der Montagesaal. Die beiden Gebäude wurden bei den letzten Luftangriffen im Jahr 1945 durch Sprengbomben zerstört

Franz Borgias Maerz (* 30. Juli 1848 in München; † 23. März 1910 ebenda) war ein deutscher Orgelbauer.

## Leben
Franz Borgias Maerz war nach seinen älteren Geschwistern, Ferdinand-Anton, Julie und Helene, das jüngste Kind von Sebastian und Anna Nothwinkler. Die Familie wohnte gegenüber der Orgelbaufirma in der Landsberger Straße und war mit der Familie Maerz befreundet. Nach dem frühen Verlust des Vaters und einem späteren, tödlichen Haushaltsunfall der Mutter war er bereits mit drei Jahren Vollwaise. Er alleine wurde im nachbarlichen Haus des kinderlosen Orgelbauers Max Maerz aufgenommen und erlernte dort später das Orgelbauhandwerk. 1868 wurde er von seinem Pflegevater adoptiert und nahm dessen Namen an. Bereits ab 1876 reiste er als Geschäftsbevollmächtigter nach Ploiești in Rumänien und nach Louisville (Kentucky) und stellte dort Orgeln auf. Dort traf er auch seinen nach Seattle ausgewanderten Bruder. Nach dem Tod seines Vaters übernahm er am 1. Mai 1879 den Betrieb und führte ihn als „Max Maerz & Sohn, Inh. F. B. Maerz“ weiter. Franz Borgias Maerz war lange unverheiratet. Vier Jahre vor seinem Tod heiratete er Magdalena Maerz, geb. Geiselhart. Diese pflegte ihn, als er zunehmend an einem Nierenleiden und an Atherosklerose litt. Maerz starb nach einem langen, schweren Leiden. Die Ehe war kinderlos geblieben.

## Werk
Franz Borgias Maerz baute nach der Betriebsübernahme dem Modegeschmack entsprechend bis zur Jahrhundertwende zunächst Orgeln mit mechanischer Kegellade. Danach kam Friedrich Witzig, welcher schon vorher bei der Firma Steinmeyer und Strebel tätig war, als weiterer Mitarbeiter in die Firma. Dieser war der Erfinder der Taschenlade. Ab diesem Zeitpunkt wandte sich Maerz vermehrt der Taschenlade zu und baute Laden nach dem System Witzig mit hängenden und stehenden Taschen.
Unter seiner Regie wurden ungefähr 450 Orgeln gebaut, allein etwa 60 für Münchner Kirchen. Aufgrund der beengten Platzverhältnisse auf seinem Firmengrundstück gilt es als sicher, dass er dafür teilweise Fertigteile der Firma Laukhuff bezog. Zu seinen Schülern zählten u. a. Albert Moser, Ludwig Eisenschmid, Karl Frosch und Leopold Nenninger. 1905 wurde er von Luitpold von Bayern zum königlichen Hoforgelbauer ernannt. Kurz vor seinem Tod, im Jahr 1909, übernahm Albert Schönle die Firma und firmierte bis zur Schließung im Jahr 1928 mit „Max Maerz & Sohn, Inh. Albert Schönle“.
„Mit handwerklich sauberer und dauerhafter Arbeit war die Firma führend im katholischen Bereich Bayerns.“

## Firmenschilder

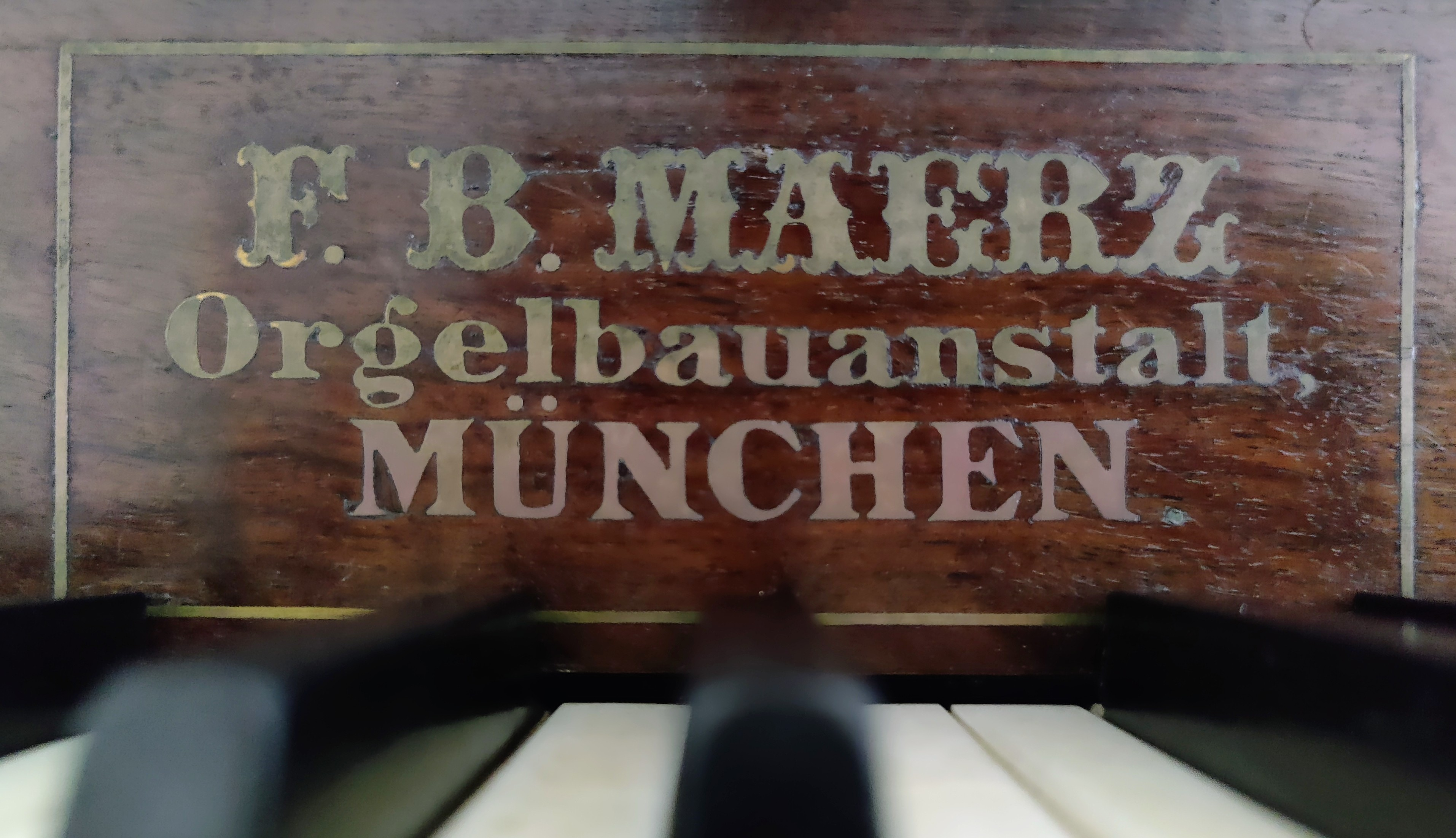
Hainsacker
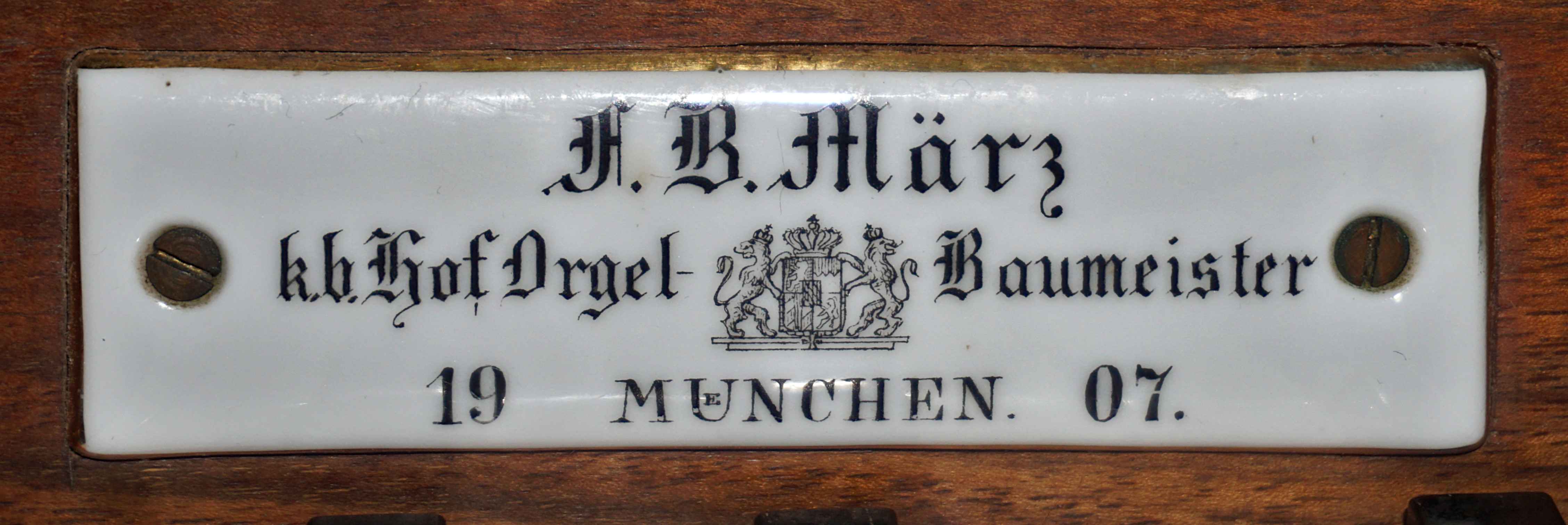
Pfrombach
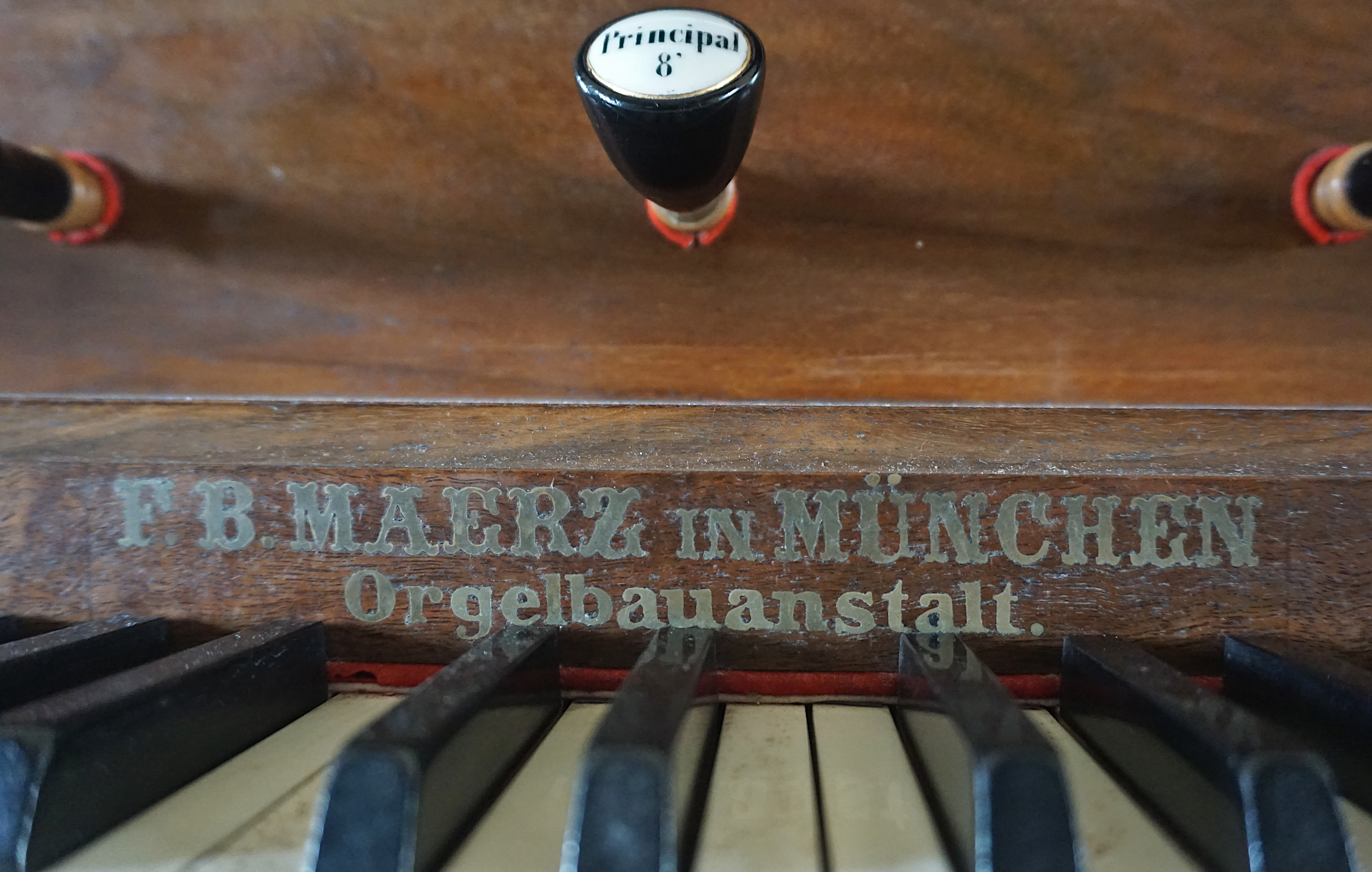
Weihbüchl

## Werkliste (Auszug)
- Karte mit allen Koordinaten:
- OSM |
- WikiMap

| Jahr | Opus | Ort                          | Gebäude                                               | Bild | Manuale | Register | Bemerkungen |
| ---- | ---- | ---------------------------- | ----------------------------------------------------- | ---- | ------- | -------- | --- |
| 1879 | 136  | Ast                          | St. Georg Standort                                    |      | I/P     | 10       | → Orgel |
| 1881 | 155  | Stefanskirchen               | St. Stephanus                                         |      | I/P     | 10       | ~1935 Umbau und Erweiterung durch Georg Glatzl; 1974 Umbau durch Guido Nenninger (II/14) Gehäuse erhalten |
| 1882 | 164  | Neufraunhofen-Georgenzell    | St. Georg Standort                                    |      | I/P     | 6        | → Orgel |
| 1884 | 174  | Marnbach                     | St. Michael Standort                                  |      | I/P     | 6        | 1948 und 1991 restauriert → Orgel |
| 1884 | 176  | Kirchdorf bei Haag i. OB     | Pfarrkirche Mariä Himmelfahrt Standort                |      | II/P    | 18       | 2006 restauriert durch die Firma Norbert Krieger. → Orgel |
| 1884 | 178  | Rudlfing                     | Wallfahrtskirche St. Maria Standort                   |      | I/P     | 7        | mechanische Spiel- und Registertraktur; 2015 Restaurierung des Instruments durch Eder Orgelbau → Orgel |
| 1885 | 188  | Jenkofen                     | Wallfahrtskirche Mariä Himmelfahrt Standort           |      | I/P     | 6        | → Orgel |
| 1886 | 192  | Kirchdorf an der Amper       | St. Martin Standort                                   |      | II/P    | 12       | mechanische Kegellade → Orgel |
| 1886 | 197  | Langenpreising               | Pfarrkirche St. Martin Standort                       |      | II/P    | 12       | 1972 durch ein Instrument der Fa. Orgelbau Sandtner (II/P, 14) ersetzt, 1973 nach Breitbrunn verkauft → Orgel |
| 1887 | 205  | Geisenhausen                 | Pfarrkirche St. Martin Standort                       |      | II/P    | 18       | 1980 Umbau mit Erweiterung auf 19 Register durch Hubertus von Kerssenbrock → Orgel |
| 1887 | 206  | München                      | Odeon Standort                                        |      | II/P    | 25       | 1905 abgebaut und (teilweise) weiterverwendet für Neubau St. Rupert |
| 1887 | 208  | München                      | Alte Hauptsynagoge Standort                           |      | II/P    | 25       | 1929 durch neue Orgel von Steinmeyer (III/P/32) ersetzt; nicht erhalten |
| 1888 | 212  | Maria Thalheim               | Wallfahrtskirche Mariä Himmelfahrt Standort           |      | II/P    | 18       | 1969 umgebaut, 1994 von Johannes Führer restauriert |
| 1889 | 224  | Aufkirchen                   | St. Johann Baptist Standort                           |      | I/P     | 10       | 1997 von Johannes Führer und 2000 von Gerhard Schmid restauriert → Orgel |
| 1889 | 227  | Gachenbach                   | St. Georg Standort                                    |      | I/P     | 7        | → Orgel |
| 1890 | 233  | Bad Reichenhall              | St. Zeno Standort                                     |      | I/P     | 9        | 1998 aus Oberdarching (umbenannt Mitterdarching, Gemeinde Valley) nach Bad Reichenhall übertragen → Orgel |
| 1891 | 253  | Schnaitsee                   | Mariä Himmelfahrt Standort                            |      | II/P    | 15       | 1972 Umbau und Erweiterung auf II/22 von Orgelbau Zeilhuber. |
| 1892 | 264  | Kumhausen-Weihbüchl          | St. Benedikt Standort                                 |      | I/P     | 6        | → Orgel |
| 1892 | 267  | München-Pasing               | Klosterkirche Maria Rosenkranzkönigin Standort        |      | II/P    | 9        | mechanische Kegellade |
| 1892 | 270  | Endlhausen                   | St. Valentin Standort                                 |      | I/P     | 8        | 2016 Restaurierung durch Eder Orgelbau → Orgel |
| 1892 | 271  | Lamerdingen                  | St. Martin Standort                                   |      | I/P     | 10       | mechanische Kegellade |
| 1892 | 273  | Gars am Inn                  | Mariä Himmelfahrt Standort                            |      | II/P    | 24       | 1932 durch Georg Glatzl (St. Gregoriuswerk) auf pneumatische Traktur umgebaut und erweitert, dabei wurden viele Register übernommen |
| 1892 | 277  | Schatzhofen                  | St. Michael Standort                                  |      | I/P     | 7        | mechanische Kegellade → Orgel |
| 1893 | 281  | Fridolfing                   | Mariä Himmelfahrt Standort                            |      | II/P    | 25       | mechanische Kegellade → Orgel |
| 1893 | 287  | Garching bei München         | St. Katharina Standort                                |      | I/P     | 10       | mechanische Kegellade, weitgehend erhalten, 2013 durch Orgelbau Linder restauriert → Orgel |
| 1893 | 290  | Grünwald                     | Alt St. Peter und Paul Standort                       |      | I/P     | 6        | mechanische Kegellade Die Kapelle war von 1939 bis 1996 ungenutzt und die Orgel unbrauchbar geworden. Auf Initiative von Anne Horsch und Hubertus von Kerssenbrock wurde die Orgel repariert und die Kapelle saniert. 1998 wurden Orgel und Kapelle wiedereingeweiht. |
| 1894 | 293  | Landshut                     | Klosterkirche Seligenthal                             |      | II/P    | 16       | mechanische Kegellade, 1937 durch Neubau von Weise ersetzt |
| 1894 | 294  | Lochen                       | St. Magdalena Standort                                |      | I/P     | 6        | pneumatische Kegellade → Orgel |
| 1894 | 297  | Rettenbach                   | St. Laurentius Standort                               |      | I/P     | 9        | mechanische Kegellade, 1985 von Johann Rickert durch ein neobarockes Rückpositiv erweitert |
| 1894 | 299  | Hainsacker                   | St. Ägidius Standort                                  |      | II/P    | 15       | mechanische Kegellade → Orgel |
| 1894 | 305  | Berg (Oberhausen)            | St. Michael                                           |      | I/P     | 5        | zerstört |
| 1894 | 307  | Bettbrunn                    | St. Salvator Standort                                 |      | II/P    | 20       | Teile der Orgel von Johann König von 1692 (Zuschreibung fraglich). Prospekt von 1780 von Georg Wagner, Ingolstadt. Umbau 1970 durch L. Plößl. Rekonstruktion der Maerz-Disposition durch Heribert Heick.                                                              |
| 1895 | 314  | Bayerbach bei Ergoldsbach    | Mariä Himmelfahrt Standort                            |      | II/P    | 12       | pneumatische Kegellade → Orgel |
| 1895 | 321  | Neuötting                    | Kloster Standort                                      |      | II/P    | 16       | pneumatische Kegellade, 1985 transferiert aus Gmund am Tegernsee |
| 1896 | 327  | München-Freimann             | St. Nikolaus Standort                                 |      | I/P     | 7        | mechanische Kegellade, zwischenzeitlich umgebaut, heute wieder nahezu im Originalzustand erhalten |
| 1896 | 330  | Steinkirchen                 | St. Johannes Baptist und Johannes Evangelist Standort |      | I/P     | 8        | mechanische Kegellade |
| 1897 |      | Wilparting                   | Wallfahrtskirche Wilparting Standort                  |      | I/P     | 7        | → Orgel |
| 1897 |      | Brannenburg-Schwarzlack      | Wallfahrtskirche Mariahilf Standort                   |      | I/P     | 5        | pneumatische Taschenlade |
| 1897 | 337  | München                      | St. Michael Standort                                  |      | III/P   | 38       | Testamentarisch gestiftet von Franziska von Hoffnaaß. Disposition von Josef Gabriel Rheinberger. 1944 zerstört |
| 1897 | 340  | Zankenhausen                 | St. Johannes Baptist Standort                         |      | I/P     | 6        | pneumatische Kegellade |
| 1898 | 352  | München                      | St. Benno Lage                                        |      | III/P   | 42       | 1944 zerstört. |
| 1898 | 358  | Bonbruck                     | Mariä Himmelfahrt Standort                            |      | I/P     | 9        | nicht erhalten, 1982 durch eine Orgel von Schuster ersetzt → Orgel |
| 1898 | 359  | Weilheim in Oberbayern       | Heilige Dreifaltigkeit Standort                       |      | I/P     | 9        | 1975 durch Neubau ersetzt unter Verwendung einiger alter Register → Orgel |
| 1899 | 363  | Reichenkirchen               | St. Michael Standort                                  |      | II/P    | 12       | → Orgel |
| 1899 | 366  | Tittmoning                   | St. Laurentius Standort                               |      | II/P    | 21       | Prospekt von Johann Christoph Egedacher aus dem Jahr 1740. Bis 1816 im Kloster Herrenchiemsee. Umbau 1970. Erweiterung 1974. → Orgel |
| 1899 |      | Bad Reichenhall              | St. Zeno Standort                                     |      | II/P    | 23       | → Orgel |
| 1899 | 371  | Aich                         | St. Georg Standort                                    |      | I/P     | 7        | → Orgel |
| 1900 | 377  | Haimhausen                   | St. Nikolaus Standort                                 |      | II/P    | 12       | 2021 von Rudolf von Beckerath Orgelbau generalüberholt und auf II/15 erweitert. → Orgel |
| 1900 | 378  | Hinterauerbach               | St. Bartholomäus Standort                             |      | I/P     | 5        | → Orgel |
| 1900 | 381  | Vilsbiburg                   | Mariä Himmelfahrt Standort                            |      | II/P    | 18       | Nicht erhalten, 1959 durch Neubau (III/33) von Guido Nenninger ersetzt. |
| 1900 | 389  | Neumarkt-Sankt Veit          | Kloster Sankt Veit Standort                           |      | II/P    | 20       | Gehäuse von Christoph Egedacher dem Älteren aus dem Jahr 1639. 1976 Umbau durch Max Sax, Altmühldorf. → Orgel |
| 1901 | 409  | Velden (Vils)                | St. Peter Standort                                    |      | II/P    | 18       | Nicht erhalten. Neugotisches Gehäuse von Joseph Elsner senior aus dem Jahr 1899. → Orgel |
| 1901 |      | Oberhausen                   | St. Clemens Standort                                  |      | I/P     | 7        | leicht verändert erhalten, Manuallade (Membranlade) und Pedallade (Kegellade) → Orgel |
| 1902 | 416  | Pullach im Isartal           | Alt Heilig Geist Standort                             |      | I/P     | 6        | Original erhalten. → Orgel |
| 1902 | 417  | München                      | St. Joseph Lage                                       |      | III/P   | 46       | 1944 zerstört. |
| 1902 | 429  | München                      | St. Kajetan                                           |      | II/P    | 28       | im Gehäuse von 1782, 1945 zerstört |
| 1903 | 445  | Obergangkofen                | Pfarrkirche St. Ulrich Standort                       |      | I/P     | 7        | |
| 1903 | 448  | München                      | St. Maximilian                                        |      | III/P   | 47       | 1943 zerstört |
| 1903 | 450  | Meilenhofen                  | Mariä Namen Standort                                  |      | I/P     | 5        | 1968 nach St. Michael in Kirchenlamitz transferiert und um zwei Register erweitert. (Abbildung am aktuellen Standort) → Orgel |
| 1904 | 456  | Augsburg                     | Dom Mariä Heimsuchung Standort                        |      | II/P    | 36       | 1986 Restaurierung durch Rudolf Kubak → Orgel |
| 1904 | 458  | Mallersdorf-Pfaffenberg      | St. Johannes Evangelist Standort                      |      | II/P    | 16       | Im Gehäuse von 1783 von Anton Bayr. Mehrfach umgebaut und verändert. Eingelagert erhalten. 1985 Neubau im historischen Gehäuse durch Manfred Mathis. → Orgel |
| 1904 | 464  | Böhmfeld                     | St. Bonifatius Standort                               |      | II/P    | 13       | |
| 1905 | 472  | Steinkirchen-Niederstraubing | St. Martin Standort                                   |      | I/P     | 5        | 1974 Einbau eines elektrischen Gebläses durch Ludwig Wastlhuber. → Orgel |
| 1905 | 491  | Brannenburg                  | Mariä Himmelfahrt Standort                            |      | I/P     | 8        | 1999 Neubau und Erweiterung durch OBM Alois Linder unter Verwendung des vorhandenen Gehäuses und des gesamten vorhandenen Pfeifenmaterials |
| 1905 | 497  | München                      | St. Rupert Standort                                   |      | II/P    | 28       | 1887 mit II/25 für den Konzertsaal des Königlichen Odeons gebaut. 1933 neuer Freipfeifenprospekt, Umbau und Erweiterung auf 38 Register von Magnus Schmid. → Orgel |
| 1906 |      | Buch am Erlbach              | St. Peter Standort                                    |      | I/P     | 5        | nicht erhalten, 1971 durch Neubau (II/19) von Ludwig Wastlhuber ersetzt → Orgel |
| 1906 |      | Eschenlohe                   | St. Clemens Standort                                  |      | II/P    | 22       | 1930 und 1972 Umbauten → Orgel |
| 1906 |      | Grammelkam                   | St. Petrus Standort                                   |      | I/P     | 5        | → Orgel |
| 1906 | 503  | Penzberg-Nantesbuch          | Maria Himmelfahrt Standort                            |      | I/P     | 6        | erhalten |
| 1906 | 504  | München                      | St. Michael (Perlach) Standort                        |      | II/P    | 14       | 1979 neues Werk von Wilhelm Stöberl mit III/26 |
| 1905 | 505  | Gotzing                      | St. Jakobus der Ältere                                |      | I/5     | 5        | erhalten |
| 1908 | 506  | München                      | St. Paul                                              |      | III/P   | 50       | zerstört 1944/45; letztes Werk mit Opusnummer → Beschreibung |
| 1907 |      | Gelting (Geretsried)         | St. Benedikt Standort                                 |      | I/P     | 9        | |
| 1907 |      | München                      | St. Rupert Standort                                   |      | I/P     | 6        | ursprünglich in St. Leonhard in Greimharting |
| 1907 |      | Pfrombach                    | St. Margaretha Standort                               |      | I/P     | 6        | → Orgel |
| 1907 |      | Uffing-Schöffau              | St. Anna Standort                                     |      | I/P     | 7        | → Orgel |
| 1907 |      | Tüßling                      | St. Georg Standort                                    |      | I/P     | 7        | |
| 1907 |      | Traunstein                   | Salinenkapelle Standort                               |      | II/P    | 10       | 2003 von Link restauriert. → Orgel |
| 1907 |      | Baar-Ebenhausen              | Mariä Himmelfahrt Standort                            |      | I/P     | 8        | → Orgel |
| 1908 |      | München                      | Heiliggeistspital Standort                            |      | II/P    | 10       | um 1950 neuer Spieltisch von Carl Schuster |
| 1908 |      | Schelldorf                   | St. Laurentius Standort                               |      | I/P     | 7        | um 1950 neuer Spieltisch von Carl Schuster |
| 1909 |      | Bockhorn                     | Mariä Heimsuchung Standort                            |      | II/P    | 12       | → Orgel |
| 1909 |      | Schwenningen                 | St. Ulrich und Johannes Baptist Standort              |      | II/P    | 16       | |
| 1910 |      | München                      | St. Peter                                             |      | III/P   | 54       | Erbaut in Werkstattnachfolge Albert Schönle. 1945 zerstört. |